# Empis xanthotibia
Empis xanthotibia är en tvåvingeart som beskrevs av Saigusa 1964. Empis xanthotibia ingår i släktet Empis och familjen dansflugor. Inga underarter finns listade i Catalogue of Life.